# Kranzberg (montagne)
Pour les articles homonymes, voir Kranzberg (homonymie).
Le Kranzberg est une montagne des Alpes bernoises, en Suisse, située dans le canton du Valais. Il a deux sommet distincts : le Kranzberg Nordgipfel, qui culmine à 3 741 m d'altitude, et le Kranzberg Südgipfel, situé 1 200 m au sud-est, qui culmine à 3 665 m d'altitude.
Le Kranzberg est cerné de névés alimentant le glacier d'Aletsch : le Kranzbergfirn au sud-ouest, le Grosser Aletschfirn au sud et le Jungfraufirn à l'est.